# Воденско благотворително братство
Воденското или Воденско-мъгленското културно-благотворително братство е патриотична и благотворителна обществена организация на македонски българи от Воден и Воденско, съществувала в българската столица София от началото на XX век.

## История
Част от Македоно-одринските опълченци от Единадесета сярска дружина през Балканските войни са дейци на Воденското благотворително братство.
На 22 декември 1918 година се провежда Вторият събор на Съюза на македонските емигрантски организации, на който освен представителите на братствата учредители присъстват и делегати от Воденското братство (д-р Христо Далкалъчев и Никола Гацев).
Делегати от Воденското братство участват и в Обединителния конгрес на Македонската федеративна организация и Съюза на македонските емигрантски организации от януари 1923 година. Това са Д. Саракинов, Никола Нощев, Методи Христов и Спас Саракинов.
На 25 януари 1925 година е утвърден Уставът на Братството, в което е отбелязано, че е формирано „от българи емигранти и бежанци от Македония“. На 1 февруари в новото организационно настоятелство влизат Константин Столев (председател), Дим. Саракинов (подпредседател), Христо Тушимчев (секретар), Ив. Тоцев (касиер сметководител) и съветници Ив. Димитров и Никола Нощев. През пролетта на 1926 година е избрано настоятелство в състав Вениамин Димитров (председател), Димитър Саракинов (подпредседател), Никола Гоцев (секретар), Иван Тоцев (касиер), а съветник е Иван Островски.
През пролетта на 1926 година се формира Воденска женска секция с временно настоятелство Иванка М. Гацева (председател), С. Думева (секретар), Мария Г. Занешева (касиер) и Бушка В. Димитрова (съветник).
Вениамин Димитров е делегат на Седмия конгрес на Съюза на македонските емигрантски организации от 1928 година от Воденското братство.
На 30 януари 1937 година е избрано настоятелство в състав Христо Шаламанов (председател), Георги Саракинов (подпредседател), Кирил Хр. Попиванов (секретар), Петър Христов Амбаров (касиер), Александър Занешев, Димитър Томчев и Тома Николов Стоянчев са съветници. В контролната комисия са Спас Атанасов Саракинов (председател) и членове Никола Нощев и Мице Паришев.
През 1938 година ръководството на братството се представлява от Христо Шаламанов - председател, Георги Саракинов - подпредседател, Кирил Попиванов - секретар, Петър Амбаров - касиер, Александър Занешев, Димитър Томчев и Тома Стоянчев - съветници, а в контролната комисия влизат Спас Саракинов, Никола Нощев и Мице Паришев.
Председател на Воденското братство в София към 1941 година е Христо Шаламанов, а негов подпредседател е Георги Саракинов.
- Документи на Воденско-мъгленското благотворително братство 1938 - 1944 г.

- Изложение молба от Воденската емиграция, 1941